# San Andrés de las Peras
San Andrés de las Peras är en ort i Mexiko, tillhörande kommunen Tepetlaoxtoc i delstaten Mexiko. San Andrés de las Peras ligger i den centrala delen av landet och tillhör Mexico Citys storstadsområde. Orten hade 1 151 invånare vid folkmätningen 2010.